# Curitas Classic
De Curitas Classic is een voormalige eendaagse wielrenwedstrijd voor junioren in Diegem, België. De wedstrijd stond op de Belgische nationale kalender en werd in 1998 voor het eerst gehouden. Twee keer wist een Nederlander deze wedstrijd te winnen, Jasper van Heeswijk in 2001 en Wilco Kelderman in 2008.

## Parcours
Het parcours bestond uit een grote omloop door het glooiende land ten noordoosten van Brussel en een aantal plaatselijke ronden in Diegem, waarin de renners in de laatste kilometer nog een klimmetje naar het station van Diegem te verwerken kregen.

## Lijst van winnaars
| Jaar | 1e plaats                | 2e plaats            | 3e plaats              |
| ---- | ------------------------ | -------------------- | ---------------------- |
| 2011 | Ruben Boons              | Martijn Tusveld      | Dennis Bakker          |
| 2010 | Jasper Stuyven           | Bob Jungels          | Dieter Bouvry          |
| 2009 | Guillaume Van Keirsbulck | Barry Markus         | Zico Waeytens          |
| 2008 | Wilco Kelderman          | Nick Nieuwdorp       | Jochen Deweer          |
| 2007 | Thomas op de Beeck       | Jelle Wallays        | Alphonse Vermote       |
| 2006 | Sep Vanmarcke            | Julien Vermote       | Thijs Bezemer          |
| 2005 | Jan Vleugels             | Pieter Vanspeybrouck | David Piva             |
| 2004 | Pieter Jacobs            | Jeffrey Buist        | Jean-Francois Noulet   |
| 2003 | Pieter Jacobs            | Jeroen van Rij       | Kenny de Ketele        |
| 2002 | Kevin Ista               | Dmitri Kozontsjoek   | Sven van den Hautte    |
| 2001 | Jasper van Heeswijk      | Kurt Vanherreweghe   | Kevin van den Eeckhout |
| 2000 | Koen Iwens               | Grégory Habeaux      | Frederic Furniere      |
| 1999 | Preben van Hecke         |                      |                        |
| 1998 | Nick Nuyens              |                      |                        |